# New Canada
New Canada es un pueblo ubicado en el condado de Aroostook en el estado estadounidense de Maine. En el Censo de 2010 tenía una población de 321 habitantes y una densidad poblacional de 3,41 personas por km².

## Geografía
New Canada se encuentra ubicado en las coordenadas 47°9′44″N 68°29′10″O / 47.16222, -68.48611. Según la Oficina del Censo de los Estados Unidos, New Canada tiene una superficie total de 94.19 km², de la cual 92.67 km² corresponden a tierra firme y (1.61%) 1.51 km² es agua.

## Demografía
Según el censo de 2010, había 321 personas residiendo en New Canada. La densidad de población era de 3,41 hab./km². De los 321 habitantes, New Canada estaba compuesto por el 95.02% blancos, el 0% eran afroamericanos, el 0.31% eran amerindios, el 0% eran asiáticos, el 0% eran isleños del Pacífico, el 0% eran de otras razas y el 4.67% pertenecían a dos o más razas. Del total de la población el 1.87% eran hispanos o latinos de cualquier raza.